# Monanthotaxis chasei
Monanthotaxis chasei är en kirimojaväxtart som först beskrevs av N. Robson, och fick sitt nu gällande namn av Bernard Verdcourt. Monanthotaxis chasei ingår i släktet Monanthotaxis och familjen kirimojaväxter. Inga underarter finns listade i Catalogue of Life.